# Guillaume de Chassy

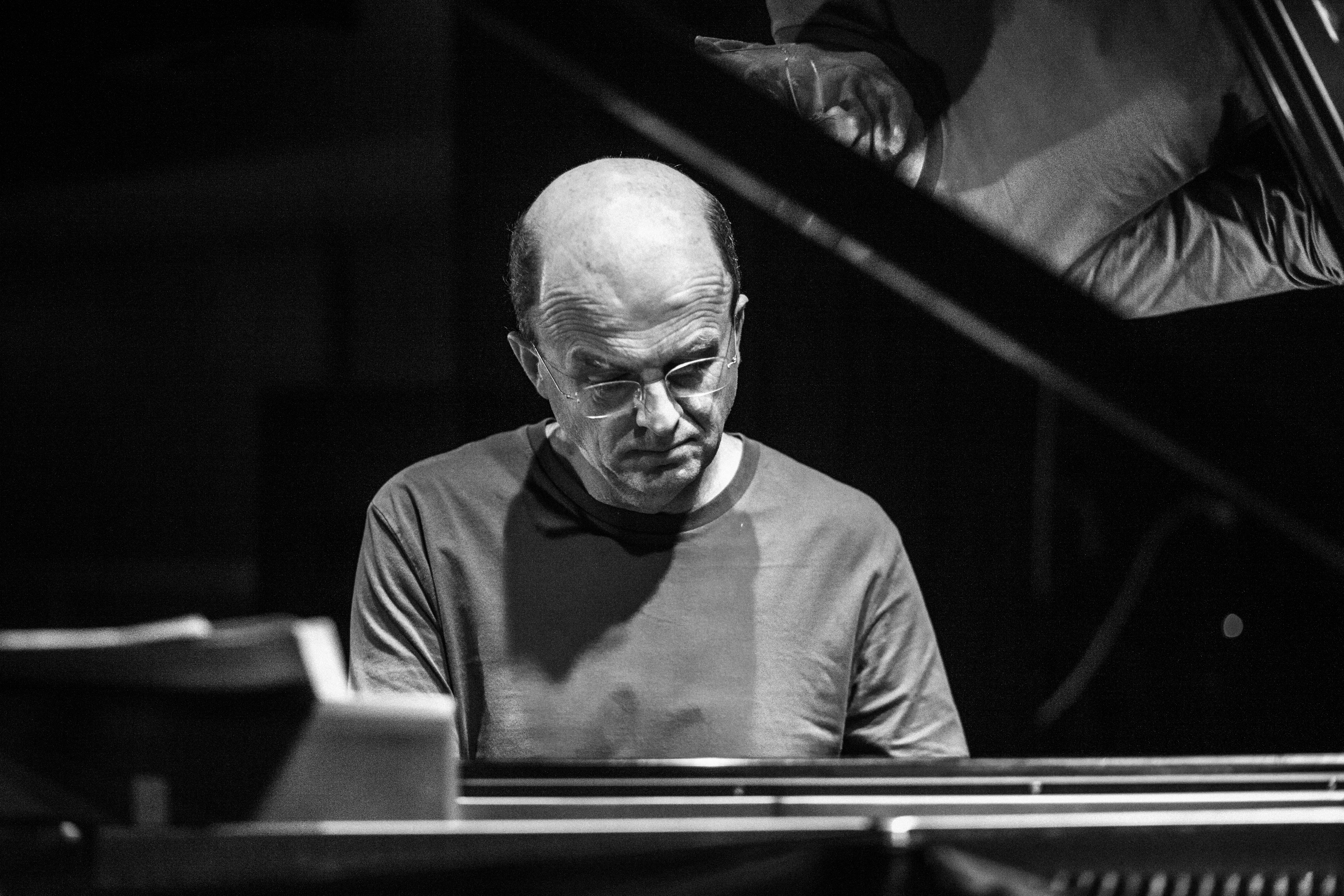
Guillaume de Chassy (2018)

Guillaume de Chassy (* 26. Dezember 1964 in Paris) ist ein französischer Jazzmusiker (Piano, Komposition).

## Leben und Wirken
De Chassy kam über seinen Jazz-Klarinette spielenden Vater früh mit Musik in Berührung und begann im Alter von sechs Jahren mit einem klassischen Klavierunterricht. Nachdem ihn das Konservatorium enttäuschte, erhielt er als Jugendlicher weiter Privatunterricht. Während seines technischen Studiums (Chemieingenieurwesen) setzte er sich intensiver mit der Improvisation auseinander.
1994 gab de Chassy seine Karriere als Chemieingenieur auf, um sich der Musik zu widmen. Er arbeitete mit der indischen Sängerin Ravi Prasad und bildete ein langjähriges Duo mit der Flamencotänzerin und Choreografin Ana Yerno. Im Jahr 2000 schuf er seine Jazzkantate Lunes mit dem Vokalensemble Les Elements unter der Leitung von Joël Suhubiette. De Chassys Album Chansons sous les bombes (2004) mit Liedern aus der Zwischenkriegszeit, das mit Sänger André Minvielle und Bassist Daniel Yvinec entstand, erhielt sehr gute Kritiken. Mit Yvinec folgten die Alben Wonderful So Close (2005) und Songs from the Last Century (teils verstärkt durch Sänger Mark Murphy und Schlagzeuger Paul Motian, 2009), die wiederum sehr große Beachtung bei der Kritik fanden.
2012 veröffentlichte de Chassy Silences (mit Thomas Savy an der Klarinette und Arnault Cuisinier am Kontrabass) einen Vorstoss in die freie Kammermusik (dem später erweitert um Laurent Naouri Eisler-Prokofiev folgte). 2013 erschien sein Album Traversées, auf dem er ein eigenes Klavierkonzert begleitet vom Orchestre Dijon Bourgogne unter der Leitung von Jean-Christophe Cholet interpretierte, das viel Raum für Improvisation enthielt. 2014 gründete de Chassy mit Andy Sheppard und Christophe Marguet ein neues Trio, das zwei Alben einspielte, Shakespeare Songs (2016) und Letters to Marlene (2018). Aus dem Repertoire der Sängerin Barbara schuf er 2019 ein Solo-Album. Mit der Sängerin Noëmi Waysfeld erkundete er Franz Schuberts Winterreise (Album 2020). Zudem interpretierte er mit dem Bassbariton Laurent Naouri und der Schauspielerin Katja Riemann das Schauspiel A Song of Good and Evil von Philippe Sands. Mit seinem Silences-Trio und der Mezzosopranistin Élise Caron präsentierte er französische Chansons sowie klassische und Jazzstandards (L’âme des poètes, 2021).
Daneben gehörte de Chassy zu Stéphane Kereckis Band Nouvelle Vague und arbeitete mit David Linx, Olivier Ker Ourio und Brigitte Engerer. Er leitet die Jazzabteilung des Konservatoriums von Tours.